# Premier League Malti 1930-1931
Il campionato era formato da quattro squadre e il Floriana vinse il titolo.

## Classifica finale
| Pos. | Squadra              | G | V | N | P | GF | GS | Punti |
| ---- | -------------------- | - | - | - | - | -- | -- | ----- |
| 1    | Floriana             | 6 | 6 | 0 | 0 | 13 | 1  | 12    |
| 2    | Sliema Wanderers     | 6 | 2 | 2 | 2 | 10 | 9  | 6     |
| 3    | Valletta United      | 6 | 1 | 2 | 3 | 8  | 11 | 4     |
| 4    | Ħamrun Spartans F.C. | 6 | 0 | 2 | 4 | 5  | 15 | 2     |